# Axel Annell
Axel Helmer Annell, född 18 april 1896 i Örebro, död 30 maj 1983 i Stockholm, var en svensk konstruktör och företagsledare i belysningsbranschen. Annell var ägare till och chef för Axel Annell Rationell Belysning 1932–1968 och hade flera patent på det belysningstekniska området.
Axel Annell flyttade år 1915 från Örebro till Stockholm. Där började han i belysningsbranschen hos Luth & Roséns Elektriska och blev föreståndare för deras belysningsavdelning på Vasagatan. Mellan 1920 och 1922 ritade han en del nya belysningsarmaturer som kom ut på marknaden. Åren 1922–1929 var Annell ansvarig för Böhlmarks armaturbutik på Norrmalmstorg 4.
År 1930 blev Annell chef för danska butiksinredningsföretaget Allan Christensen & Co:s Stockholmskontor på Hamngatan. Företaget hade emellertid svårt att hantera situationen med finanskrisen. Annell tog då över verksamheten år 1932 genom att starta sin egen firma Axel Annell Rationell Belysning. Den första armaturutställningen låg på Lästmakargatan. Firman växte snabbt och blev anlitad av tidens arkitekter. År 1934 levererade Annell belysningen till kanslihuset och det nya Sportpalatset. Åren därpå levererades belysning till bland annat Citypalatset, Oscarsteatern, Herman Meeths, Sörmans, Twilfit samt ett hundratal biografer och folkparker runtom i landet.
År 1940 konstruerade Axel Annell den första svenska lysrörsarmaturen och blev första tillverkare av svenska lamphållare för de nya lysrören som då i början kallades lysämneslampor. År 1942 fick Södersjukhuset de nya armaturerna och år 1943 kom Annells mest uppmärksammade belysningsanläggning, Europas då största tennishall, Kungliga tennishallen, på Lidingövägen i Stockholm. År 1948 bolagiserades firman och Axel Annell AB bildades.
Annell var svensk representant för danska Louis Poulsens belysningsarmaturer på 1950- och 1960-talen och hade under en tid kontor med visningslokal även i Malmö. Under 1960-talet levererade Annell belysningen till bland annat Åhléns City i Stockholm. Även Hennes & Mauritz och Gulins tillhörde kundkretsen.
År 1968 sålde Axel Annell sitt företag till norska finansbolaget Incentive som också övertog Arnold Wiigs Fabrikker i Halden.
Axel Annell var son till lantbrukaren Karl Annell och hans hustru Anna. 

## Patent
- Anordning vid lamellavbländning för belysningsarmatur[4], 1950.